# Força
Força je třetí singl Nelly Furtado z její druhé desky Folklore. Píseň je zpívána v angličtině s refrénem v portugalštině.
Píseň produkovala dvojice Track & Field a byla kritiky velmi dobře přijata. Její vydání bylo naplánováno na červen 2004 a píseň se stala i oficiální hymnou Mistrovství Evropy ve fotbale 2004, které se konalo v Portugalsku.

## Furtado o písni
"Když jsem měla turné po Portugalsku lidé se se mnou loučili slovy Força, což je i portugalský slang a znamená něco jako Natři jim to,což používají hlavně u fotbalu. I když jsem ženská, tak vím, co lidé při sledování fotbalu prožívají. Všichni věří svému národu a je to tak krásně silné, proto je ta píseň šťastná a energická." 
Videoklip se natáčel v Torontu.

## Tracklist
1. Radio edit – 3:03
2. Album version – 3:44
3. Instrumental – 3:43
4. Swiss Federation main mix – 3:33
5. Swiss Federation extended – 5:18
6. Armand van Helden remix – 8:24
7. Armand van Helden dub – 8:24
8. Rui Da Silva vocal mix – 8:01
9. Rui Da Silva Kismet mix – 7:56
10. Exacta mix – 5:59
11. A capella – 3:28

## Umístění ve světě
| Hitparáda (2004) | Umístění |
| ---------------- | -------- |
| Argentina        | 1        |
| Portugalsko      | 1        |
| Nizozemsko       | 3        |
| Rakousko         | 5        |
| Švýcarsko        | 5        |
| Rusko            | 6        |
| Lotyšsko         | 7        |
| Německo          | 9        |
| Mexiko           | 12       |
| Dánsko           | 13       |
| Čína             | 15       |
| Belgie           | 17       |
| Světová          | 20       |
| Švédsko          | 34       |
| Velká Británie   | 40       |
| Kanada           | 76       |